# Hasan Koyuncu
Hasan Koyuncu (Sint-Joost-ten-Node, 8 mei 1981) is een Belgisch politicus voor de PS.

## Levensloop
Koyuncu is van Turkse afkomst. Hij studeerde handelswetenschappen aan de ICHEC Business Management School in Sint-Pieters-Woluwe en was van 2004 tot 2014 zelfstandig ondernemer in de detailhandel. 
Hij sloot zich in 2010 aan bij de lokale afdeling van de PS in Schaarbeek en militeerde eveneens voor de jongerenafdeling Mouvement des Jeunes Socialistes. Sinds de gemeenteraadsverkiezingen van oktober 2012 zetelt Koyuncu in de gemeenteraad van Schaarbeek.
Sinds de Brusselse gewestverkiezingen van mei 2014 is Koyuncu tevens lid van het Brussels Hoofdstedelijk Parlement. Hij werd er lid van de commissies Huisvesting (2014-2015), Infrastructuur, Openbare Werken en Mobiliteit (2015-2019) en Leefmilieu en Energie (2017-2019) en is sinds 2019 ondervoorzitter van de commissie Economische Zaken en Tewerkstelling. Als verkozene voor de Franse taalgroep nam hij ook zitting in het Parlement francophone bruxellois,  de assemblee van de Franse Gemeenschapscommissie binnen het Brussels Hoofdstedelijk Gewest, waarvan hij sinds 2019 vicevoorzitter is. Sinds juli 2024 zetelt hij eveneens als deelstaatsenator in de Senaat.
Bij de gemeenteraadsverkiezingen van oktober 2024 voerde Koyuncu de PS-lijst in Schaarbeek aan. De partij behaalde de meeste stemmen en dus kon hij in principe aanspraak maken op het burgemeesterschap. De liberale MR, die in een kartel met Les Engagés evenveel zetels had behaald als de PS, eiste echter eveneens de sjerp op. Omdat lange tijd geen van beide partijen wilde inbinden, bleven de onderhandelingen om een nieuw gemeentebestuur te vormen maandenlang aanslepen. Uiteindelijk werd in maart 2025 een akkoord bereikt: Audrey Henry van MR zou tot februari 2028 burgemeester worden en daarna zou Koyuncu de sjerp overnemen. Na de installatie van het nieuwe gemeentebestuur in mei dat jaar werd Koyuncu voorzitter van de gemeenteraad.